# Hybrizontinae
Hybrizontinae sind eine kleine Unterfamilie der Schlupfwespen, die vor allem in der Palearktis verbreitet ist. Es sind derzeit 16 Arten in vier Gattungen bekannt. In Deutschland sind fünf Arten nachgewiesen.

## Morphologie
Hybrizontinae sind sehr kleine Schlupfwespen, ca. 3 bis 6 mm lang, deren Habitus an Braconidae erinnert. Der Körper ist mehr oder weniger dunkel, die Beine hell gefärbt. Sie haben ein spezielles Muster der Flügeladerung, reduzierte Mundwerkzeuge und nur relativ kurze Antennen (mit 13 Antennengliedern) bei Männchen und Weibchen. Der Basitarsus der Hinterbeine ist sehr groß.

## Lebensweise
Hybrizontinae kommen kaum in großer Anzahl vor. Weibchen werden häufig in Malaisse Fallen gefangen, Männchen werden nur selten gefangen. Weibchen werden manchmal im Flug in der Nähe von Ameisen beobachtet. Es gibt auch Berichte, dass die Schlupfwespen von gestörten Ameisennestern angelockt werden. Die Weibchen legen Eier in Larven von Ameisen (vor allem Lasius und Formica), die von den Arbeiterinnen außerhalb des Nestes getragen werden. Die Eiablage erfolgt im Flug und kann außerordentlich schnell erfolgen. Es ist aber völlig unklar, wie die Wespenlarve genügend Nahrung in der kleinen Ameisenlarve zu ihrer Entwicklung bekommen kann. Es wird spekuliert, dass entweder die Wespenlarve in eine weitere Wirtslarve eindringt oder dass die Ameisen die Wespenlarve füttern.

## Systematik
Die Hybrizontinae (auch Paxylommatinaeoder Hybrizoninae genannt) wurden teilweise zu den Braconidae gezählt, teils auch als eigene Familie betrachtet. Heute gelten sie als zu den Ophiononiformes innerhalb der Ichneumonidae gehörig. Sie sind vermutlich mit den Ctenopelmatinae verwandt.

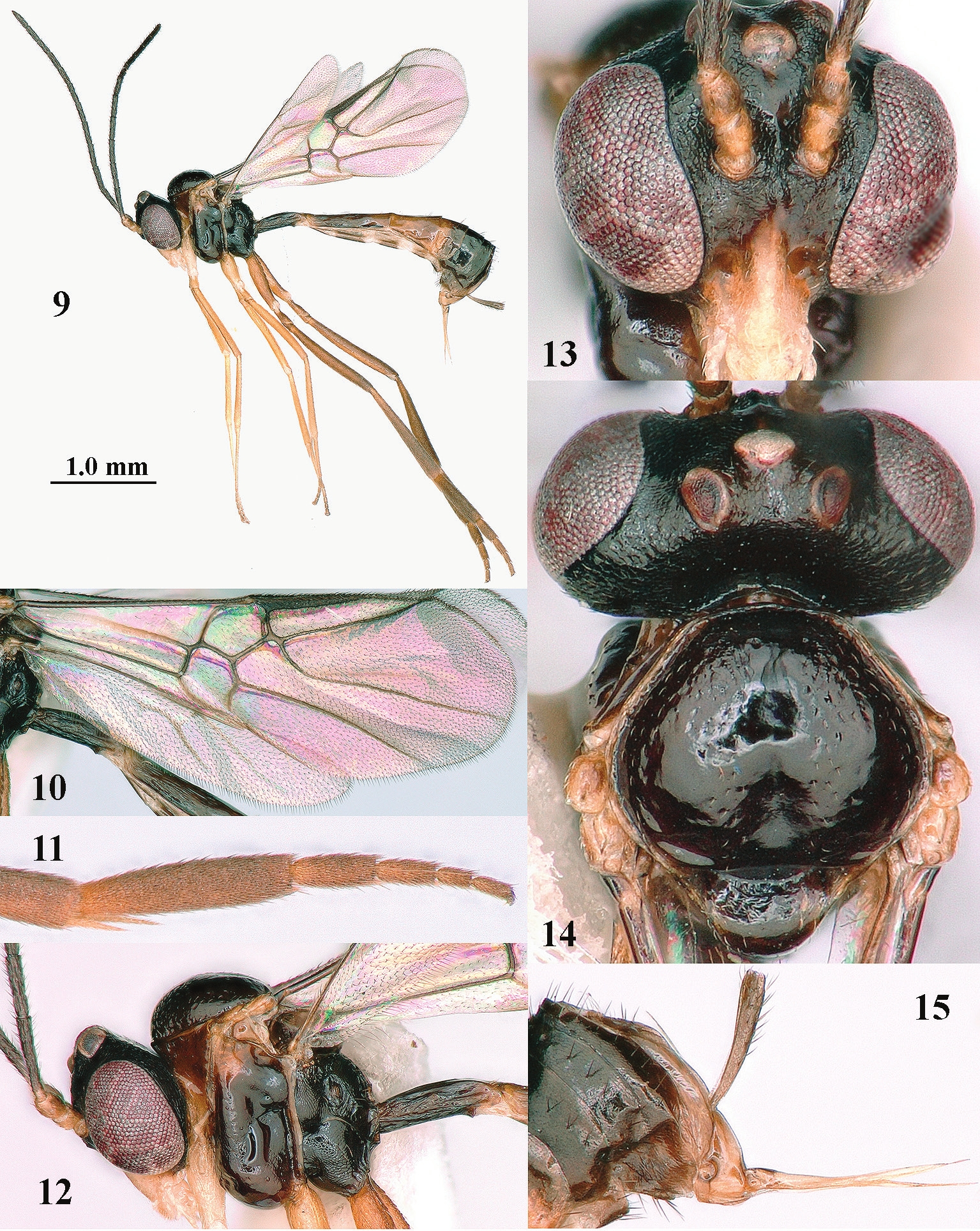
Hybrizon buccatus, morphologische Merkmale

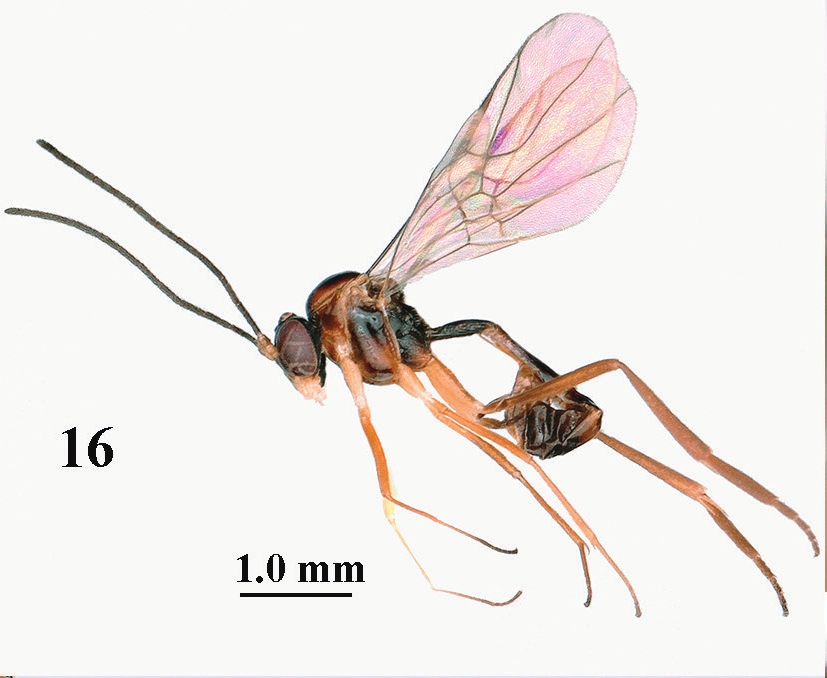
Hybrizon hei, Weibchen aus China, Habitus

Es sind folgende Gattungen bekannt (jeweils mit Arten, die in Deutschland und Österreich vorkommen):
- Ghilaromma (3 Arten, Palaearktis)
  - Ghilaromma fuliginosi (D, Europa bis Japan)
- Hybrizon (ca.  9 Arten, Palaearktis, Nearktis, Orientalis[8])
  - Hybrizon buccatus (D, A, Europa bis Japan, wohl die häufigste Art)
  - Hybrizon ghilarovi (D, Europa bis Russland)
  - Hybrizon pilialatus (D, A[9][8], Europa bis Russland)
- Ogkosoma (3 Arten, Palaearktis)
  - O. cremieri (= Eurypterna cremieri, D, A, Europa bis Japan, weit verbreitet, wird aber nur selten gesammelt[9][8])
- Neohybrizon (nur eine Art, Japan)[2]